# 小堀勝啓の音楽は生が一番!
『小堀勝啓の音楽は生が一番!』（こぼりかつひろのおんがくはなまがいちばん!）は、2002年10月からCBCラジオで放送されているラジオ番組である。

## 概要
CBC事業局が関係（主催）するイベントを紹介している。CM番組にもかかわらず、司会の小堀勝啓（元CBCアナウンサー）はただ原稿を朗々と読み上げるのではなく、「遊び心」いっぱいの紹介の仕方をしている。
なお、小堀は2003年にこの番組で、JNN・JRNアノンシスト賞のCM部門 最優秀賞を受賞している。

## 放送時間
いずれも日本標準時。
- 日曜 20:55 - 21:00 （2002年10月 - 2003年3月）
- 土曜 21:20 - 21:25 （2003年4月 - 2003年9月）
- 日曜 20:55 - 21:00 （2003年10月 - 2004年3月）
- 土曜 21:50 - 21:55 （2004年4月 - 2004年9月）
- 日曜 20:55 - 21:00 （2004年10月 - 2005年3月）
- 土曜 21:50 - 21:55 （2005年4月 - 2007年3月）
- 土曜 12:10 - 12:15、21:50 - 21:55 （2007年4月 - 2010年3月）
- 金曜 23:55 - 24:00 （『ニュース探究ラジオ Dig』内、2010年4月 - ）
- 土曜 22:30 - 22:35 （『電磁マシマシ』『河原崎辰也 いくしかないだろう!』内、2012年4月 - 2015年3月）